# Mala vas pri Ormožu
Mala vas pri Ormožu – wieś w Słowenii, w gminie Sveti Tomaž. 1 stycznia 2018 liczyła 118 mieszkańców.